# Lars Schmidt
Pour les articles homonymes, voir Schmidt.
Lars Schmidt, né le 11 juin 1917 à Uddevalla (comté de Västra Götaland) et mort le 18 octobre 2009 à Tanumshede dans le même comté, est un producteur et directeur de théâtre suédois. Il est connu pour avoir été le troisième mari d'Ingrid Bergman.

## Biographie
En tant qu'imprésario de théâtre à New York pendant la Seconde Guerre mondiale, Lars Schmidt a obtenu les droits d'une grande partie du répertoire théâtral américain moderne, qu'il a ensuite transmis aux théâtres européens par l'intermédiaire de sa société Nordiska Teaterförlaget. Bientôt, il commence également à travailler en tant que producteur.
Ses droits de sous-édition des œuvres de Rodgers et Hammerstein, obtenus en 1947, ont jeté les bases d'un important catalogue de musique à la maison d'édition, dont font notamment partie Show Boat (1927), Oklahoma ! (1943), Annie du Far West (1946) et Kiss Me, Kate (1949) ont connu le succès sur les scènes nordiques.
Après son plus grand succès, My Fair Lady, il produit notamment West Side Story et Jesus Christ Superstar, mais travaille également comme directeur de théâtre et metteur en scène à Paris. La société d'édition théâtrale a été vendue en 1975 et est depuis lors située à Copenhague. Elle s'appelle désormais Nordiska ApS International Performing Rights Agency.
En 1956, il produit sa première pièce à Paris, en France, La Chatte sur un toit brûlant de Tennessee Williams, dans une mise en scène de Peter Brook. En 1958, il devient coproducteur au Théâtre de l'Athénée à Paris. Au cours de cette période, il produit de nombreuses pièces de théâtre américaines dans divers théâtres parisiens, notamment Qui a peur de Virginia Woolf ?, 12 hommes en colère, Comment réussir en affaires sans vraiment essayer et Le Journal d'Anne Frank.
En 1962, il a produit Hedda Gabler d'Henrik Ibsen avec sa femme Ingrid Bergman au Théâtre Montparnasse. M. Schmidt se souvient du contrat passé avec sa femme pour jouer la pièce d'Ibsen, en sa présence :

« Quand je lui ai demandé de jouer Hedda Gabler, elle m'a dit que pour Thé et Sympathie (en), elle touchait 25 % des recettes brutes. Je l'ai donc payée comme ça, et elle est devenue très riche. Un jour, j'ai vu les registres de Thé et Sympathie et j'ai découvert qu'elle n'avait en fait reçu que 20 % des recettes nettes. Il était trop tard. Je l'avais déjà payée. »

— Lars Schmidt
En 1965, il achète le Théâtre Montparnasse à Paris. En 1977, il ouvre le Petit Montparnasse pour le théâtre d'avant-garde et expérimental.
En 1983, il produit K2 de Patrick Meyers au Théâtre de la Porte-Saint-Martin à Paris, et en 1986 'night, Mother de Marsha Norman au Théâtre Actuel à Paris. En 1988, il met en scène La Métamorphose avec Roman Polanski au Théâtre du Gymnase Marie-Bell à Paris.
Schmidt a été marié de 1941 à 1950 avec Ingrid Dickson, née Hallner, de 1958 à 1979, (bien que certains mentionnent un divorce en 1975,) avec l'actrice Ingrid Bergman et plus tard, jusqu'à sa mort, avec Yanne Norup Schmidt. Un fils issu du premier mariage est mort en bas âge lors d'un jeu qui a mal tourné. Kristina Belfrage a donné naissance à Kristian, le fils de Schmidt, en 1978.
En 1995, les mémoires de Schmidt, Mitt livs teater (litt. « Le théâtre de ma vie »), sont publiés.